# سولفور دی‌فلورید
سولفور دی‌فلورید (به انگلیسی: Sulfur difluoride) با فرمول شیمیایی SF۲ یک ترکیب شیمیایی با شناسه پاب‌کم ۱۳۹۶۰۵ است. که جرم مولی آن ۷۰٫۰۶۲ g/mol می‌باشد. شکل ظاهری این ترکیب، جامد زرد و قرمز است.